# Moustache (chanson)
Pour les articles homonymes, voir Moustache (homonymie).
Chansons représentant la France au Concours Eurovision de la chanson
L'Enfer et moi
(2013) N'oubliez pas
(2015)
Moustache est un single interprété par Twin Twin.

## Histoire

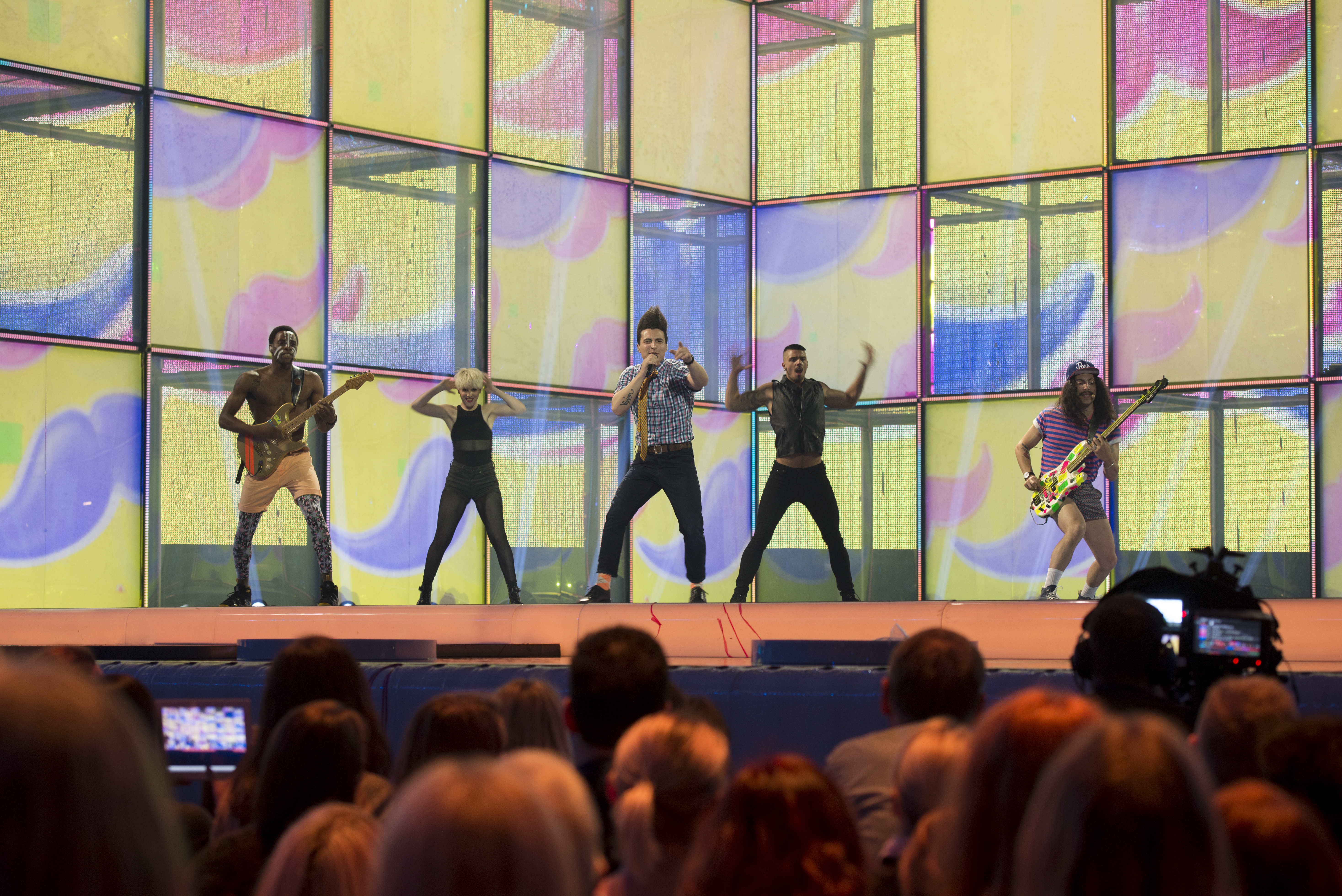
Twin Twin en train de chanter Moustache à la finale du Concours Eurovision de la chanson 2014.

Début 2014, le groupe est annoncé comme futur représentant de la France au Concours Eurovision de la chanson 2014 de Copenhague au Danemark, avec la chanson Moustache. Ils font face au boys band Destan et à Joanna, demi-finaliste de la saison 8 de Star Academy en 2008. Le 26 janvier 2014, les concurrents interprètent leur chanson dans l'émission Les chansons d'abord présentée par Natasha St-Pier sur France 3. Destan chante Sans toi, Joanna interprète Ma liberté et Twin Twin le titre Moustache. Le 2 mars 2014, toujours dans Les Chansons d'abord, Natasha St-Pier annonce officiellement que le groupe représentera la France au Concours Eurovision qui se déroulera en mai 2014.
Ils finissent derniers de l'Eurovision 2014 avec un score de deux points. Il s'agit du pire classement français de l'Eurovision, car jamais la France n'avait été dernière auparavant. Cependant, il ne s'agit pas du pire score français, car en 1966, Dominique Walter n'avait obtenu qu'un seul point avec la chanson Chez nous, mais était arrivé avant-dernier.

## Classements
| Classement (2014)            | Meilleure position |
| ---------------------------- | ------------------ |
| Allemagne (Media Control AG) | 89                 |
| Autriche (Ö3 Austria Top 40) | 60                 |
| France (SNEP)                | 115                |
| Suède (Sverigetopplistan)    | 53                 |